# 上垣内猛
上垣内 猛（かみごうち たけし、1964年（昭和39年）7月13日 - ）は、日本の実業家。ユニリーバ・ジャパン社長、西友最高経営責任者兼ウォルマート・ジャパン・ホールディングス最高経営責任者、J-オイルミルズ最高執行責任者、日本紅茶協会会長、日本スーパーマーケット協会理事等を歴任。

## 人物
広島市出身。修道高等学校を経て、1987年一橋大学経済学部を卒業し、日本リーバに入社。財務部門に配属。イギリスやシンガポールでの勤務を経て、2007年からユニリーバ・ジャパン代表取締役社長兼北東アジアファイナンス担当ヴァイスプレジデント。2009年からユニリーバ・ジャパン・ホールディングス代表取締役社長兼ユニリーバ・ジャパン・カスタマーマーケティング株式会社代表取締役社長。2012年にはベン&ジェリーズ日本第1号店を表参道ヒルズに開いた。
2012年から西友に移り、執行役員シニア・バイス・プレジデントとして、店舗運営本部、お客様相談室及びアセット・プロテクションを担当。2015年西友最高経営責任者 (CEO) およびウォルマート・ジャパン・ホールディングス合同会社最高経営責任者就任。2016年日本スーパーマーケット協会理事。2017年から若菜代表取締役社長兼務。不採算店の整理やネットスーパー事業の強化を進め、2018年には、楽天とウォルマートの提携がなされ、三木谷浩史楽天会長らと開いた会見で、「楽天の会員スケールと技術とスピードに期待している」とした。同年「新しい仕事に挑戦したい」として西友CEOを退任し、サンスタースイスSA執行役員に就任。
2021年7月にJ-オイルミルズ入社後、同年12月1日付で専務執行役員油脂事業本部長補佐に就任。2022年4月に同役員油脂事業本部長に就任し、同年6月下旬開催の第20回定時株主総会選任により取締役に異動。2023年7月より同社取締役COO。